# Gaston Eyskens
Gaston Eyskens (1 de abril de 1905 - 3 de janeiro de 1988) foi um político da Bélgica. Ocupou o lugar de primeiro-ministro da Bélgica. Ele serviu três mandatos como primeiro-ministro da Bélgica, ocupando o cargo de 1949 a 1950, 1958 a 1961 e 1968 a 1973. Durante seus períodos no cargo, Eyskens foi confrontado com grandes conflitos ideológicos e linguísticos dentro da Bélgica, incluindo a Questão Real em 1950, a Guerra da Escola em 1958, a independência do Congo Belga em 1960 e a divisão da Universidade de Lovaina em 1970. Ele supervisionou os primeiros passos para a federalização da Bélgica (reforma constitucional de 1970).

## Carreira

### Carreira acadêmica
Eyskens estudou na Universidade Católica de Lovaina, onde obteve um mestrado e doutorado. Em 1927 tornou-se Mestre em Ciências na Universidade de Columbia. Em 1931, Eyskens tornou-se professor da Universidade de Lovaina. Mais tarde, tornou-se diretor da faculdade de economia. Ele também serviu no conselho da Universidade de Lovanium no Congo.
Eyskens foi nomeado doutor honoris causa pela Universidade de Columbia, pela Universidade de Colônia e pela Universidade Hebraica de Jerusalém.

### Carreira política
Durante o início da década de 1930, Eyskens foi chefe de gabinete dos ministros da CVP Edmond Rubbens e Philip Van Isacker. Em 1939 Eyskens foi eleito para a Câmara dos Representantes belga. Foi reeleito (em 1946, 1949, 1950, 1954, 1958 e 1961) e serviu até 1965.
Em 1945 e entre 1947 e 1949 foi Ministro das Finanças.  Em 11 de agosto de 1949, tornou-se primeiro-ministro da Bélgica em uma coalizão (Eyskens I) entre democratas-cristãos e liberais. Seu gabinete caiu em junho de 1950 devido à crise constitucional causada pelas ações do rei Leopoldo III durante a Segunda Guerra Mundial. No curto governo de Jean Duvieusart (junho-agosto de 1950), Eyskens foi ministro de Assuntos Econômicos.

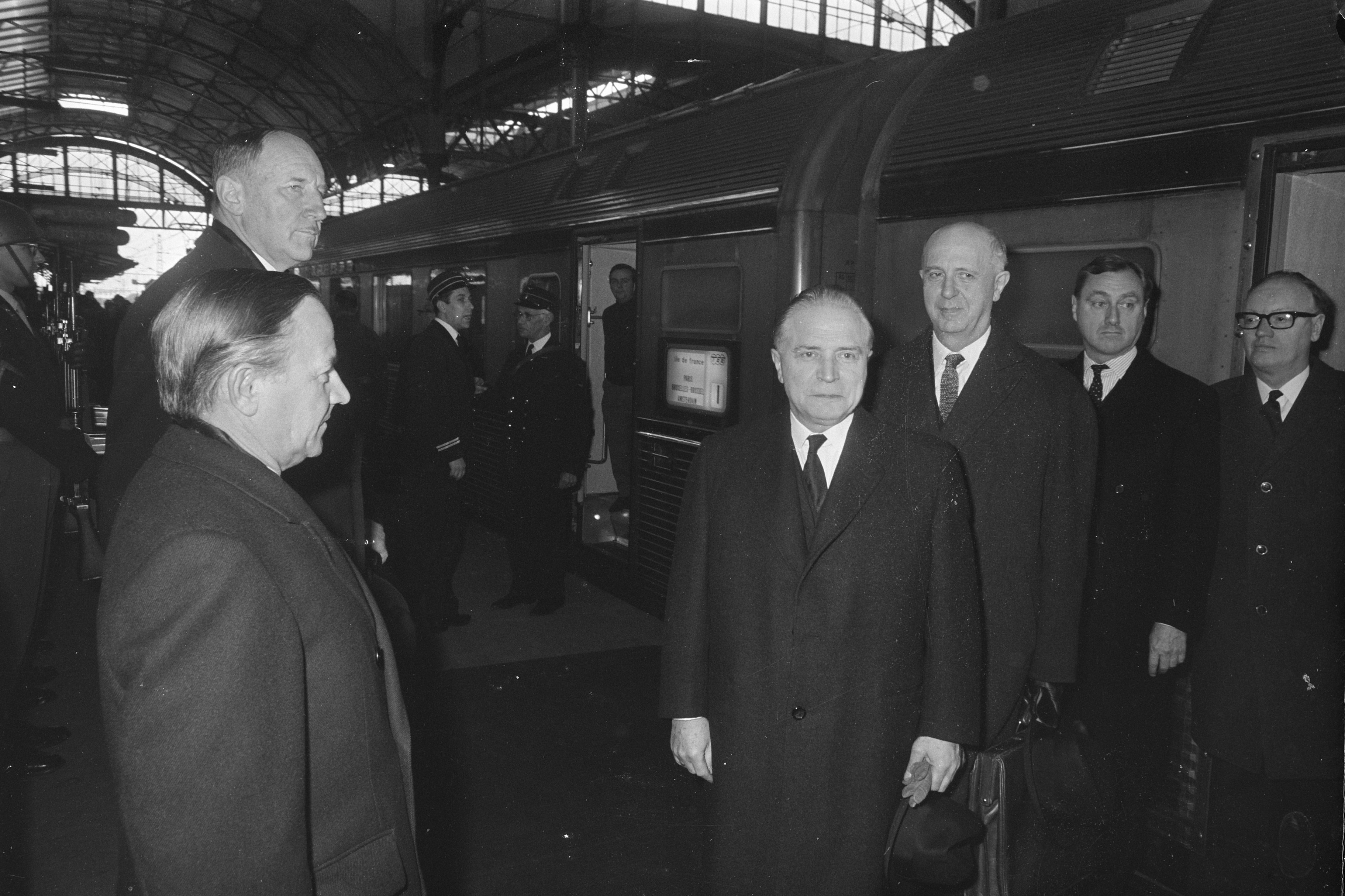
l.t.r. Joseph Luns, Piet de Jong, Gaston Eyskens e Pierre Harmel em 1969

Entre 26 de junho de 1958 e 6 de novembro de 1958, Eyskens liderou um governo minoritário que foi o mais recente governo da Bélgica (Eyskens II) para não ser um governo de coalizão. Em 6 de novembro, Eyskens formou um governo de coalizão com os liberais (Eyskens III) que permaneceu no poder até 3 de setembro de 1960. Em 3 de setembro de 1960 ele formou seu terceiro governo (Eyskens IV), novamente uma coalizão com o partido liberal. Este governo caiu em 25 de abril de 1961 por causa da Lei Unitária (que aumentou a pressão fiscal em 7 bilhões de francos belgas, cortou gastos com educação e militares, e reformou os benefícios de desemprego e pensões do governo) e causou greves em grande escala. Durante esses anos, ele também teve que lidar com a Guerra das Escolas e a independência do Congo Belga. Seu governo ficou marcado por ser um dos principais causadores da instabilidade política que perdura no Congo-Quinxassa desde a sua independência em 1960, e na conspiração para o assassinato de Patrice Lumumba.
Nas eleições gerais de 1965, Eyskens foi eleito para o Senado belga (reeleito em 1968 e 1971). No governo liderado por Pierre Harmel (1965-1966) ele novamente serviu como Ministro das Finanças. A agitação estudantil e as questões de discriminação contra a população de etnia flamenga derrubaram o governo belga em fevereiro de 1968. Em 17 de junho de 1968, Gaston Eyskens formou seu quinto governo (Eyskens V); desta vez uma coligação de centro-esquerda entre os democratas-cristãos e os socialistas. Em 20 de janeiro de 1973, formou seu sexto e último governo (Eyskens VI), novamente uma coalizão com os socialistas.
Seus dois últimos governos foram atormentados por problemas linguísticos relacionados à divisão da antiga Universidade Católica bilíngue de Lovaina em uma universidade de língua holandesa (a Katholieke Universiteit Leuven), que ficou em Lovaina e uma universidade de língua francesa que se mudou para Louvain-la-Neuve e se tornou a Université catholique de Louvain e o início do processo de mudança da Bélgica de um estado unitário para uma federação com a criação do Comunidades. Após a queda de seu último governo, Gaston Eyskens se aposentou da política. Morreu em Lovaina.